# Ковальов Олексій В'ячеславович
Олексій В'ячеславович Ковальов (рос. Алексей Вячеславович Ковалёв; 24 лютого 1973, м. Тольятті, СРСР) — російський хокеїст, правий нападник. Заслужений майстер спорту СРСР (1992).
Вихованець хокейної школи «Лада» (Тольятті). Виступав за «Динамо» (Москва), «Нью-Йорк Рейнджерс», «Бінгхемтон Рейнджерс» (АХЛ), «Лада» (Тольятті), «Піттсбург Пінгвінс», «Монреаль Канадієнс», «Ак Барс» (Казань), «Оттава Сенаторс», «Атлант» (Митищі).
В чемпіонатах НХЛ — 1302 матчі (428+596), у турнірах Кубка Стенлі — 123 матчі (45+55).
У складі національної збірної Росії учасник зимових Олімпійських ігор 1992, 2002 і 2006, учасник чемпіонатів світу 1992, 1998, 1999 і 2005. У складі молодіжної збірної Росії учасник чемпіонату світу 1992. У складі юніорської збірної СРСР учасник чемпіонатів Європи 1990 і 1991.
Один із обдарованих і технічних нападників світового хокею 1990-х. Філігранне володіння ключкою, найвища швидкість і маненвреність, чудовий дриблінг дозволяють йому в ряді матчів бути просто нестримним.
Досягнення
- Олімпійський чемпіон (1992), бронзовий призер (2002)
- Бронзовий призер чемпіонату світу (2005)
- Володар Кубка Стенлі (1994)
- Чемпіон СРСР (1990, 1991)
- Учасник матчу всіх зірок НХЛ (2001, 2003, 2009)
- MVP матчу всіх зірок НХЛ (2009)